# كشاف المسائل الفقهية والعقدية في أضواء البيان
كشاف المسائل الفقهية والعقدية في تفسير أضواء البيان كتاب من تأليف عبد الرحمن بن ظافر القشيري، طباعته دار المسلم للنشر بالرياض.
وقد اعتنى مؤلفه بفهرسة المسائل الفقهية والعقدية في أضواء البيان، وقدم المسائل الفقهية لكثرتها، وهو في كشافه يذكر المسألة ثم يعقبها برقم الجزء ثم الصفحة، ثم يذكر الآية محل التفسير ورقمها واسم السورة، حتى ينتفع بهذا الكشاف مهما تعددت طبعات أضواء البيان، وقد زاد عدد المسائل المفهرسة على ألف مسألة.